# Замошье (железнодорожный разъезд)
 Замошье  — железнодорожный разъезд (тип населённого пункта) в Западнодвинском муниципальном округе Тверской области.

## География
Находится в юго-западной части Тверской области на расстоянии приблизительно 8 км по прямой на восток по прямой от районного центра города Западная Двина у железнодорожной линии Москва — Рига.

## История
Разъезд был открыт в 1951 году. До 2020 года входил в состав ныне упразднённого Западнодвинского сельского поселения.

## Население
Численность населения не была учтена как в 2002 году, так и в 2010.